# Papieska Komisja Studiów o Kobiecie w Społeczeństwie i Kościele
Papieska Komisja Studiów o Kobiecie w Społeczeństwie i Kościele – powołana w 1973 roku przez papieża Pawła VI komisja, składająca się głównie z teologów, mająca na celu wyjaśnienie na nowo roli kobiet we współczesnym świecie. Komisja działała do 1975 (Międzynarodowego Roku Kobiet). Jej prace zasadniczo nie wpłynęły na pojmowanie znaczenia niewiast w katolicyzmie.